# 萨维尼苏费
萨维尼苏费（法語：Savigny-sous-Faye，法語發音：[saviɲi su fɛ]）是法国新阿基坦大区维埃纳省的一个市镇，属于沙泰勒罗区。

## 地理
萨维尼苏费（46°52'13"N, 0°17'9"E）面积15 平方千米，位于法国新阿基坦大区维埃纳省，该省份为法国中西部省份，北起曼恩-卢瓦尔省和安德尔-卢瓦尔省，西接德塞夫勒省，南至夏朗德省，东南接上维埃纳省，东临安德尔省。
与萨维尼苏费接壤的市镇（或旧市镇、城区）包括：贝尔特贡、塞尔奈、杜赛、奥尔什、圣热内当比耶尔、赛尔。

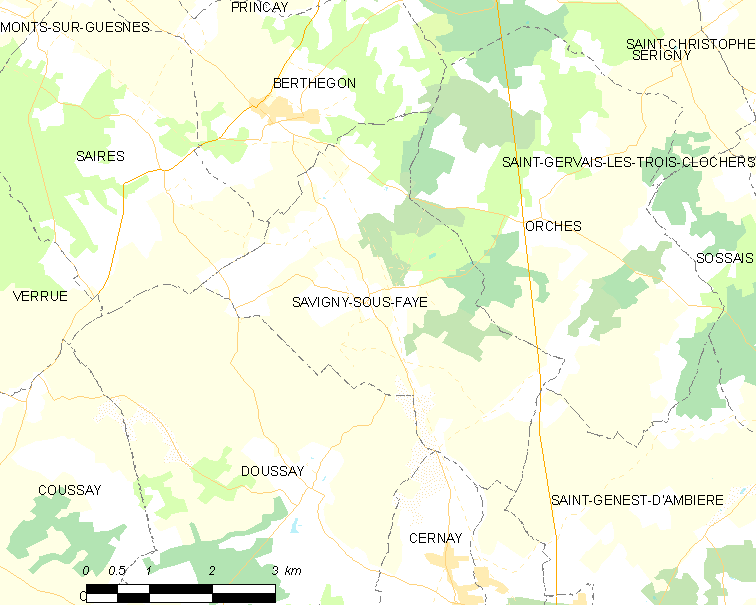
萨维尼苏费的OSM定位图

萨维尼苏费的时区为UTC+01:00、UTC+02:00（夏令时）。

## 行政
萨维尼苏费的邮政编码为86140，INSEE市镇编码为86257。

## 政治
萨维尼苏费所属的省级选区为沙泰勒罗第二县。

## 人口

1962-2008年间萨维尼苏费人口变化图示

萨维尼苏费于2022年1月1日时的人口数量为377人。